# Ignac Kristijanović
Ignac Kristijanović (* 31. Juli 1796 in Agram (Zagreb); † 16. Mai 1884 in Agram) war ein kroatisch-kajkavischer römisch-katholischer Geistlicher und Schriftsteller.

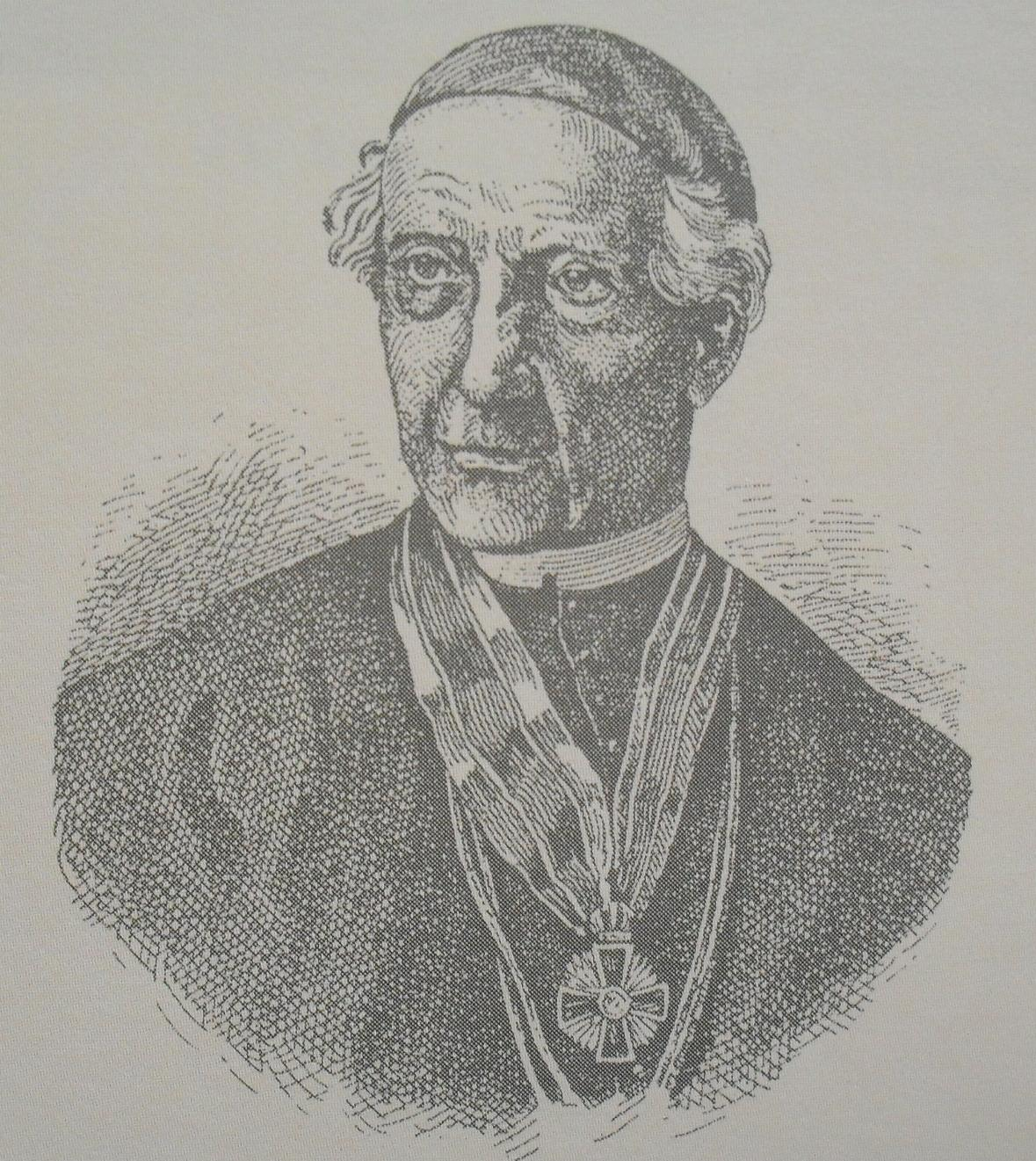
Ignac Kristijanović

Nach seinem Theologiestudium in Agram wurde er 1819 zum Priester geweiht, war 1834 Pfarrer in Kapela und 1851 Domherr in Agram.